# Peter Malmqvist
Peter Malmqvist, född 1957, är en svensk revisor, finansanalytiker och ekonomijournalist.
Peter Malmqvist har examen i företagsekonomi från Stockholms universitet 1981. Han var 1981–1984  revisor vid Sillén & Jacobsson revisionsbyrå i Stockholm och lärare i revision vid Stockholms universitet och Handelshögskolan i Stockholm. Han har varit ekonomijournalist vid Svenska Dagbladet  1988–1994. Malmqvist var chef för kapitalförvaltningen på Aragon Fondkommission 2000–2001 och analyschef på Nordnet bank 2005–2008. I februari 2016 anställdes han som chefsanalytiker på Remium Nordic AB i Stockholm. Remium lades ned 2018 och därefter blev Malmqvist chef för Aktiespararnas betaltjänst inom så kallad uppdragsanalys, mer känd som Analysguiden. Han lämnade Analysguiden 2020 och övergick till egen konsultverksamhet.